# La Póveda de Soria
La Póveda de Soria è un comune spagnolo di 106 abitanti situato nella comunità autonoma di Castiglia e León.

## Località
Il comune comprende le seguenti località:
- Arguijo
- Barriomartín
- La Póveda de Soria (capoluogo)